# Papilio palamedes
Papilio palamedes là một loài bướm thuộc họ Bướm phượng (Papilionidae). 
Loài Papilio palamedes được mô tả năm 1773 bởi Drury. Loài bướm Papilio palamedes sinh sống ở .

## Hình ảnh

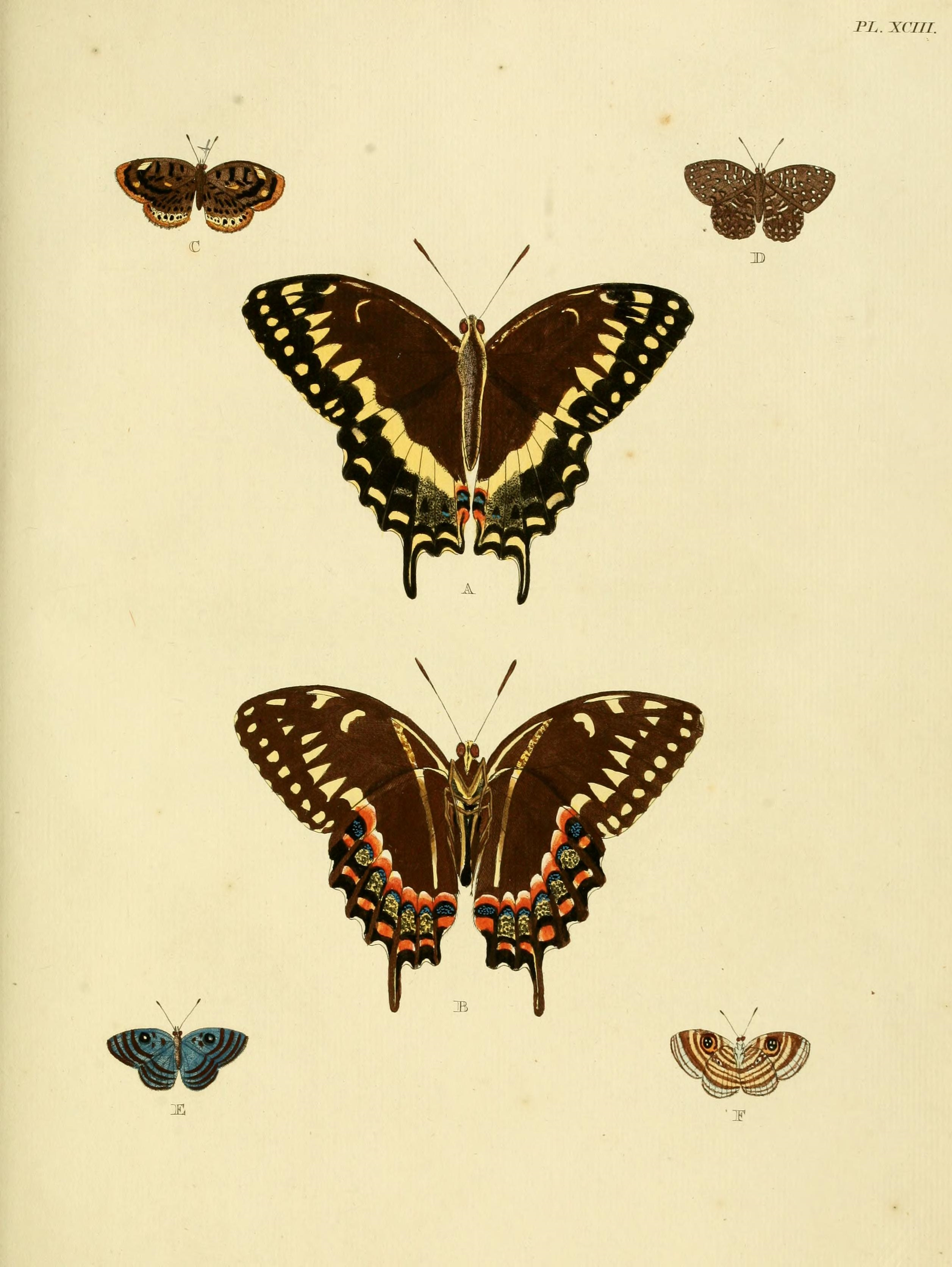
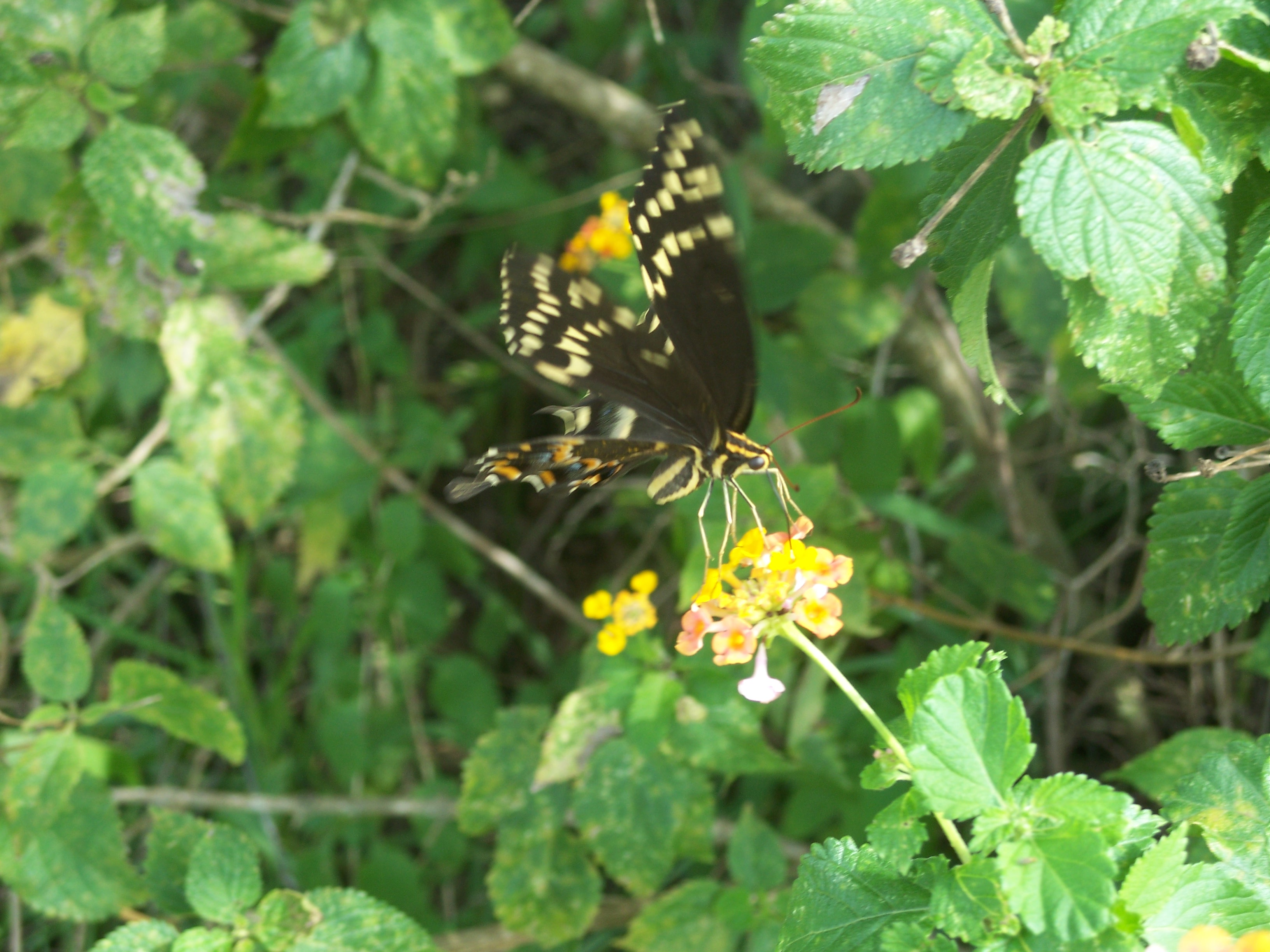
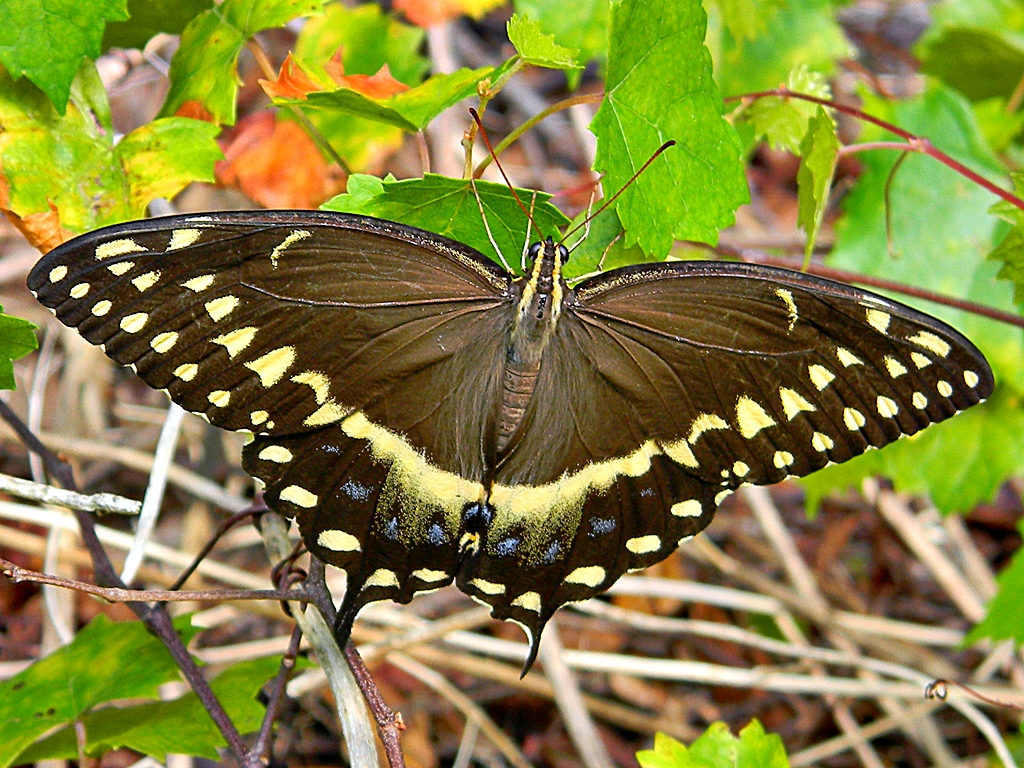